# Ankor, esjjo ankor!
Ankor, esjjo ankor! (russisk: Анкор, ещё анкор!) er en russisk spillefilm fra 1992 af Pjotr Todorovskij.

## Medvirkende
- Valentin Gaft som Vinogradov
- Irina Rozanova som Ljuba Antipova
- Jevgenij Mironov som Vladimir Poletajev
- Jelena Jakovleva som Anja Krjukova
- Sergej Nikonenko som Ivan Krjukov